# Aeroportul Portland-Troutdale
Aeroportul Portland-Troutdale (IATA: TTD, ICAO: KTTD, FAA LID: TTD) este un aeroport din Oregon, Statele Unite ale Americii ce deservește zona Portland. Aeroportul a fost tranzitat în 2019 de 2 pasageri. A fost numit după zona deservită.
Situat la o altitudine de 12 m, aeroportul dispune de 1 pistă.

## Infrastructură

### Piste
Aeroportul dispune de o singură pistă. Pista 07/25 are suprafața de asfalt și dimensiunile 5.399 picioare × 150 picioare. 